# Gerry Cinnamon
Gerry Cinnamon, pseudonimo di Gerard Crosbie (Glasgow, 1º ottobre 1984), è un cantautore scozzese.

## Biografia
Nel 2017 pubblica l'album di debutto Erratic Cinematic, l'album si classifica al primo posto nella classifica singer/songwriter di iTunes UK e sesto nella classifica generale.
Il secondo album in studio, The Bonny, pubblicato il 17 aprile 2020, ha debuttato al numero uno delle classifiche degli album britannici e irlandesi. L'album è stato anche il vinile più venduto dell'anno e il terzo album più venduto nel Regno Unito pubblicato nel 2020.

## Discografia

### Album in studio
- 2017 – Erratic Cinematic
- 2020 – The Bonny

### Singoli
- 2014 – Hope Over Fear
- 2015 – Kampfire Vampire
- 2017 – Belter
- 2018 – Sometimes
- 2019 – Canter
- 2019 – Sun Queen
- 2019 – Dark Days
- 2019 – The Bonny
- 2020 – Where We're Going
- 2020 – Head in the Clouds